# Copa de Clubes de la CECAFA 1980
La Copa de Clubes de la CECAFA 1980 fue la séptima edición de este torneo de fútbol a nivel de clubes de África organizado por la CECAFA y que contó con la participación de 8 equipos representantes de África Central, África Oriental y África del Sur, tres equipos más que en la edición anterior.
El Gor Mahia de Kenia venció al campeón defensor Abaluhya FC también de Kenia en la final disputada en Blantyre, Malaui para ganar el torneo por tercera vez.

## Fase de grupos

### Grupo A
| Limbe Leaf Wanderers | 2-1 | Green Buffaloes FC   |
| Simba SC             | 2-1 | UCB                  |
| Simba SC             | 0-3 | Green Buffaloes FC   |
| UCB                  | 0-1 | Limbe Leaf Wanderers |
| Limbe Leaf Wanderers | 2-1 | Simba SC             |
| Green Buffaloes FC   | 2-0 | UCB                  |

| Club                 | G | E | P | GF | GC | Pts |
| -------------------- | - | - | - | -- | -- | --- |
| Limbe Leaf Wanderers | 3 | 0 | 0 | 5  | 2  | 6   |
| Green Buffaloes FC   | 2 | 0 | 1 | 6  | 2  | 4   |
| Simba SC             | 1 | 0 | 2 | 3  | 6  | 2   |
| UCB                  | 0 | 0 | 3 | 1  | 5  | 0   |

### Grupo B
| Abaluhya FC | 1-0 | Gor Mahia   |
| KMKM        | 2-0 | Horseed FC  |
| Gor Mahia   | 3-0 | KMKM        |
| Horseed FC  | 0-2 | Abaluhya FC |
| Gor Mahia   | 0-0 | Horseed FC  |
| KMKM        | 0-2 | Abaluhya FC |

| Club        | G | E | P | GF | GC | Pts |
| ----------- | - | - | - | -- | -- | --- |
| Abaluhya FC | 3 | 0 | 0 | 5  | 0  | 6   |
| Gor Mahia   | 1 | 1 | 1 | 3  | 1  | 3   |
| KMKM        | 1 | 0 | 2 | 2  | 5  | 2   |
| Horseed FC  | 0 | 1 | 2 | 0  | 4  | 1   |

## Semifinales
| Equipo 1             | Resultado   | Equipo 2           |
| -------------------- | ----------- | ------------------ |
| Limbe Leaf Wanderers | 1-1 (1-3 p) | Gor Mahia          |
| Abaluhya FC          | 1-0         | Green Buffaloes FC |

## Tercer Lugar
| Equipo 1           | Resultado | Equipo 2             |
| ------------------ | --------- | -------------------- |
| Green Buffaloes FC | 3-2       | Limbe Leaf Wanderers |

## Final
| Equipo 1  | Resultado | Equipo 2    |
| --------- | --------- | ----------- |
| Gor Mahia | 3-2       | Abaluhya FC |

## Campeón
| Copa de Clubes de la CECAFA 1980 |
| -------------------------------- |
| Bandera de Kenia                 |
| Gor Mahia 3º Título              |